# 田中慶秋
田中慶秋（日语：／ Tanaka Keishu，1938年3月6日—2022年1月4日）日本政治人物。日本眾議院議員（6期）。民社協會會長。歷任眾議院勞動委員長、眾議院内閣委員長、眾議院經濟產業委員長、民主黨副代表、眾議院國家基本政策委員長。2012年10月1日獲日本首相野田佳彥委任為法務大臣，任內被揭發接受台灣人的政治捐款，以及與日本指定暴力團山口組關連，至10月23日聲稱「身體不適」辭職，在任僅23天。

## 荣誉

### 日本勋章奖章
- 旭日重光章（2014年4月29日公布[4]）